# Połkownik Djakowo
Połkownik Djakowo (bułg. Полковник Дяково) – wieś w Bułgarii, w obwodzie Dobricz, w gminie Kruszari. Według danych szacunkowych Ujednoliconego Systemu Ewidencji Ludności oraz Usług Administracyjnych dla Ludności, 15 czerwca 2022 roku miejscowość liczyła 237 mieszkańców. We wsi rośnie zabytkowy dąb nazywany Meszeto.